# Dream Theater
Dream Theater (с англ. — «Театр Мечты») — прогрессив-метал-группа из США. Основана в 1985 году тремя студентами музыкального колледжа Беркли. Dream Theater являются одними из основателей и наиболее известных представителей жанра «прогрессивный метал». Для музыки группы характерны необычная структура композиций, сложные инструментальные партии и высокое исполнительское мастерство музыкантов.

## История

### Ранние годы (1985—1990)

#### Основание
Группа Dream Theater была создана в 1985 году гитаристом Джоном Петруччи, басистом Джоном Маянгом и барабанщиком Майком Портным во время их учёбы в музыкальном колледже Беркли в Бостоне. Для игры на клавишах был приглашён Кевин Мур, игравший в одной группе с Джоном Петруччи в средней школе. На вокал был поставлен Крис Коллинз.
Квинтет принял имя Majesty (имя было придумано Майком Портным как описание финальной части песни «Bastille Day» группы Rush). После того, как группа была сформирована, три ученика колледжа Беркли бросили учёбу, чтобы сконцентрировать своё внимание на группе. Их первый заслуживающий внимания проект был назван Majesty Demos, который включал в себя идеи и демозаписи. Запись была издана в 1986 году, и весь тираж, который включал в себя 1000 копий, был распродан в течение последующих шести месяцев.
В ноябре 1986 года, после нескольких месяцев совместного создания музыки и выступления на концертах, группу покидает Крис Коллинз из-за большого отличия своих музыкальных взглядов от взглядов группы. После года попыток найти замену Коллинзу, на вокал был взят Чарли Доминичи, который был гораздо старше и опытнее, чем любой из группы. Тем не менее, на тот момент Доминичи успешно сработался с группой. Так как приход нового вокалиста внёс в группу больше стабильности, Majesty стали давать больше концертов как в Нью-Йорке, так и по его окрестностям. Однако, они все ещё не имели своего альбома.
После того, как к группе присоединился Доминичи, они были вынуждены сменить своё имя, когда другая группа, которая также называлась Majesty, пригрозила судебными разбирательствами. Было рассмотрено множество имен, до тех пор, пока отец Портного не предложил словосочетание «Dream Theater» — название ныне не существующего театра в Монтерее, штат Калифорния. В 1988 году группа подписала свой первый контракт с Mechanic Records (подразделение MCA) и занялась записью своего дебютного альбома.

#### When Dream and Day Unite(1988-90)
Первый альбом Dream Theater под названием «When Dream and Day Unite» был выпущен с меньшим шумом, чем того ожидали члены группы. Mechanic Records не выполнили большинство обязательств, связанных с «раскруткой» коллектива, которые были даны до подписания контракта, а тур для поддержки альбома включал всего пять концертов, которые прошли в Нью-Йорке и Род-Айленде.
После четырёх из пяти концертов Доминичи был исключён из группы, однако когда после этого Dream Theater были приглашены для разогрева на концерт Marillion в Нью-Йорке, Доминичи был дан шанс последний раз выступить с группой. Это было за два года до того, как Dream Theater нашли другого постоянного вокалиста.
На Dream Theater, а также на другие группы прогрессивного метала повлиял альбом группы Metallica Master of Puppets, в частности участники Dream Theater утверждают, что музыка группы Metallica (в частности Master of Puppets) служит им вдохновением.

### 1991—1994
После ухода Доминичи из группы, Dream Theater с радостью освободились от контракта с Mechanic Records и начали поиск вокалиста и написание нового материала для следующего альбома. Во время поиска вокалиста была написана львиная доля того, что впоследствии стало следующим альбомом, «Images and Words».
В процессе поиска вокалиста было прослушано более 200 человек, среди которых был бывший фронтмен группы Fates Warning Джон Арч. Все претенденты были отклонены по разным причинам. В 1991 году пришла запись из Канады от вокалиста группы Winter Rose Кевина Джеймса Лабри, который был немедленно вызван в Нью-Йорк для прослушивания. После короткой джем-сессии Лабри был взят в группу как постоянный вокалист. Вследствие того, что в группе уже было два Джона (Джон Маянг и Джон Петруччи), два Кевина было бы уже слишком, потому Лабри использовал с тех пор имя Джеймс.
В течение нескольких последующих месяцев была проделана работа по написанию вокальных партий к имеющейся на тот момент музыке. В то же время группа продолжила концертные выступления. Также был подписан контракт с ATCO Records (ныне известные как East West Records) на 6 альбомов. Подписание контракта основывалось на мощи трёх демозаписей, которые затем стали доступны через фан-клуб Dream Theater под названием «The ATCO Demos».
Первым альбомом, выпущенным по новому контракту в 1992 году, стал Images and Words. Этот альбом являлся одним из многих, записанных в BearTracks Studios. Песня «Pull Me Under» множество раз появлялась в радиоэфире, и вследствие этого лейбл был готов выпустить видеоклип на эту песню, который затем пошёл в умеренную ротацию на MTV.
Успех «Pull Me Under» был сопряжен с долговременными гастролями Dream Theater в США и Японии, которые помогли достигнуть альбому «Images and Words» золотого сертификата в США и платинового — в Японии. Этот альбом до сих пор остаётся наиболее коммерчески успешным из всех альбомов Dream Theater.
В 1993 году последовал тур по Европе, который включал в себя лондонский джаз-клуб Marquee. Выступление в этом клубе было издано в качестве альбома «Live at the Marquee», который стал первым официальным концертным альбомом группы. Вместе с этим альбомом была издана видеосборка концертов в Японии, записи которых чередовались с документальным видео тура группы в Японии. Видео было издано под названием «Images and Words: Live in Tokyo».
Dream Theater занялись записью нового альбома в мае 1994 года. Этот альбом отмечен тем, что он стал первым в истории Dream Theater, когда сочинением музыки занимались все участники группы («Images and Words» сочинялся без вокалиста и имел неопределённое будущее). Новый альбом был издан в октябре 1994 года под названием Awake. Он имел более тяжёлый звук, чем предыдущие альбомы, что могло служить основанием для разделения мнений об альбоме. Вскоре после того, как альбом был сведён, Мур дал знать остальным членам Dream Theater, что он хочет сконцентрироваться на своих музыкальных интересах и покинуть группу. В результате этого группа была вынуждена срочно искать нового клавишника перед тем, как планировать следующий тур.
На место Мура был приглашён неизвестный в то время в кругах рок музыки, подающий надежды клавишник Джордан Рудесс. Группа планировала отыграть с ним пробный концерт в надежде на то, что он присоединится к группе. Несмотря на то что концерт в Бербанке, штат Калифорния, прошёл удачно, Рудесс решил принять приглашение от группы The Dixie Dregs вместо Dream Theater. В качестве клавишника был нанят Дерек Шеринян, который по результатам тура в поддержку Awake стал новым постоянным клавишником Dream Theater.

### 1995—1998
В 1995 году была записана песня «A Change of Seasons», которая была написана в 1989 году и планировалась как составляющая часть альбома Images and Words. Песня была выпущена как EP вместе с несколькими кавер-песнями, исполненными на концерте. По истечении нескольких коротких концертов в поддержку EP, Dream Theater занялись написанием следующего альбома.
Написанного материала хватало на 2 CD. В его состав вошло 20-минутное логическое продолжение песни с альбома «Images and Words» «Metropolis Part 1: The Miracle and the Sleeper». Однако лейбл не позволил выпустить двойной альбом, так как посчитал, что 140-минутная запись будет утомительной для большинства слушателей, потому половина песен была вырезана. В дополнение к этому, EastWest Records решили «подтянуть» группу к более мейнстримовому звучанию. По этой причине был приглашён продюсер Дезмонд Чайлд, который работал с Джоном Петруччи над изменением слов к песне «You or Me». Вся группа переделала музыку к этой песне, и в конце концов «You or Me» появилась в альбоме как «You Not Me» в форме, лишь напоминающей оригинал.
Весь материал был издан в альбоме под названием «Falling into Infinity», который получил неоднозначную оценку среди фанов группы. Альбом получил жёсткую критику и был неудачен в коммерческом плане, однако впоследствии интерес к нему возрос, чему немало поспособствовало заявление Майка Портного о том, что вырезанные композиции, больше соответствующие прогрессивной музыке, такие как «Raise the Knife», будут изданы через YtseJam Records.
В течение европейской части мирового тура в поддержку «Falling into Infinity» было записано два концерта — во Франции и Нидерландах — для концертного альбома под названием «Once in a LIVEtime». Альбом был издан почти одновременно с видео «5 Years in a LIVEtime», которое описывало время с того момента, как Кевин Мур покинул группу и вплоть до тура в поддержку «Falling into Infinity».
В 1997 году Майк Верней из Magna Carta Records предложил Портному собрать группу, играющую прогрессивный рок, чтобы начать работу над первым из серии сайд-проектов членов группы. В проекте приняли участие такие музыканты, как Портной на ударных, Петруччи на гитаре, Тони Левин из King Crimson на басу и Джордан Рудесс, завершивший к тому времени свою деятельность с The Dixie Dregs, на клавишах. Группа приняла название Liquid Tension Experiment и служила посредником для того, чтобы Портной и Петруччи могли ещё раз предложить Рудессу присоединиться к Dream Theater. Они выдвинули предложение в 1999 году, и Рудесс принял его, став таким образом третьим постоянным клавишником Dream Theater. Это означало, что Дерек Шеринян остался без работы, хотя позже он признал, что после первоначального разочарования он принял своё исключение из группы как позитивный факт и начал сольную карьеру.

### 1999—2006
Утвердившись с новым членом группы, Dream Theater снова начали свою работу в BearTracks Studio для сочинения и записи следующего альбома. Возможно, как ответ на сравнительную неудачу альбома «Falling into Infinity», в этот раз лейбл дал группе полную свободу в музыке. Были подняты неизданные композиции, сделанные во время записи «Falling into Infinity», включая продолжение к песне «Metropolis Part 1» из «Images and Words», с которым они начали работать.
Группа решила переписать 20-минутную композицию с новым участником группы в целый концептуальный альбом, идея которого вращалась вокруг таких тем, как реинкарнация, убийство и предательство. Процесс записи проводился в тайне. Единственное, что знали фанаты, — это список песен, который стал известен вопреки желанию участников Dream Theater, а также дату выхода альбома. Никто не знал ни названия альбома, ни чего-то о музыке, ни того, что альбом будет концептуальным. В 1999 году был выпущен альбом «Metropolis Pt. 2: Scenes from a Memory», который был признан самым лучшим альбомом группы как фанатами, так и критиками, несмотря даже на то, что он достиг только 73 строчки в хит-параде Billboard 200.
Тур, который последовал за выходом альбома, включал в себя больше стран, чем группа когда-либо посещала ранее. Этот тур занял больше года. Для специального шоу в Roseland Ballroom в Нью-Йорке был нанят актёр Кент Бродхарст для исполнения роли гипнотерапевта. В этом же концерте был церковный хор под руководством соул-певицы Терезы Томасон, которые присутствовали в качестве приглашённых музыкантов в альбоме. Этот концерт был последним из запланированных шоу в туре по Северной Америке и был записан для первого DVD группы. Концерт был издан на DVD под названием «Metropolis 2000» в начале 2001 года. Немного погодя после выпуска видео группа анонсировала, что скоро будет выпущена аудиоверсия концерта, которая будет включать в себя весь четырёхчасовой концерт (многое было вырезано из DVD версии из-за нехватки места на носителе).
Изображение на обложке CD версии концерта, названного «Live Scenes from New York», включало в себя идею, взятую с логотипа Dream Theater времён «Images and Words» (тогдашний логотип был в виде пылающего Священного Сердца — сердца, окружённого венком из шипов) с тем отличием, что в этот раз вместо сердца было яблоко как намек на прозвище Нью-Йорка «Big Apple» («большое яблоко»). Сверху над яблоком в пламени были изображены башни-близнецы Всемирного торгового центра. По неудачному совпадению, альбом был выпущен 11 сентября 2001 года — в день атаки террористов на Всемирный торговый центр. Альбом был незамедлительно отозван, но многие копии остались у коллекционеров как исключительная часть истории Dream Theater. Альбом был переиздан с изменённой обложкой.
После всего Dream Theater снова начали сочинение и запись шестого студийного альбома в BearTracks Studios. Через четыре года после просьбы у EastWest Records дать разрешение на запись двойного альбома, они наконец получили его. Новый альбом назывался «Six Degrees of Inner Turbulence» и включал в себя два диска. Первый диск содержит пять песен, длительностью от 6 до 14 минут. Второй диск содержит одну песню, длительностью в 42 минуты, которая разделена на 8 частей. На данный момент это самая длинная из всех когда либо записанных песен Dream Theater.
«Six Degrees of Inner Turbulence» был хорошо принят как критиками, так и прессой. Он был наиболее рекламируемый из всех альбомов Dream Theater со времён «Awake». В течение следующих полутора лет группа гастролировала по всему миру с концертами, на некоторых из которых были сыграны каверы на альбомы других групп.
В завершении тура и некоторых сайд-проектов, Dream Theater начали запись альбома под названием «Train of Thought», который был записан не более чем за три недели и стал самым тяжёлым, мрачным и метал-ориентированным за всю предыдущую историю группы.
Альбом был успешно принят критиками, но вызвал серьёзные разногласия среди фанатов между теми, кто больше ценил музыку Dream Theater за мелодичную прог-роковую составляющую и теми, кто воспринимал коллектив прежде всего как метал-группу.
Следующим шагом стал выпуск DVD и CD версий концерта, который был записан в знаменитом Nippon Budokan Hall в Токио, в рамках мирового тура в поддержку альбома «Train of Thought». Альбом под названием «Live at Budokan» был выпущен 5 октября 2004 года.

#### Octavarium(2005-06)
По завершении тура 2004 года, Dream Theater начали запись своего восьмого альбома в студии Hit Factory в Нью-Йорке. Dream Theater оказалась последней группой, записывающейся на этой знаменитой студии, поскольку после записи студия была закрыта. Альбом под названием Octavarium был выпущен 7 июня 2005 года. Среди восьми песен есть продолжение серии песен Майка Портного об обществе Анонимных Алкоголиков (в «Octavarium» это песня «The Root of All Evil», в которой заключены шаги 6-7 из 12-шагового плана). Заглавная песня «Octavarium» за 24 минуты перебирает различные музыкальные стили. Как практически каждый альбом группы, Octavarium был по-разному оценен фанатами и был объектом для оживлённых споров. Так, некоторые фанаты думают, что у группы слишком явно «торчат из рукавов» их музыкальные пристрастия: например, песня «Never Enough» сравнивается с песней Muse «Stockholm Syndrome», а «I Walk Beside You» — с творчеством группы U2, кроме того, простота и мелодичность таких песен альбома как «The Answer Lies Within» и «I Walk Beside You» вызвала со стороны некоторых консервативных фэнов группы обвинения в том, что группа, из коммерческих соображений упрощает своё творчество, пытаясь тем самым подстроится под радиоформат. Octavarium стал последним альбомом по контракту с Elektra Records, и группа покинула лейбл.
В течение 2005 и 2006 года Dream Theater дают множество концертов для того, чтобы отпраздновать двадцатилетие группы, включая концерты в рамках Gigantour. В течение выступления 2 августа 2005 года в Далласе, группа сыграла трибьют ныне ушедшему из жизни гитарному виртуозу из группы Pantera Даймбэгу Дарреллу, исполнив на бис песню «Cemetery Gates». Это выступление стало запоминающимся благодаря неожиданному появлению музыкантов Рассела Аллена, Бёртона Си Белла и Дэйва Мастейна, которые присоединились к Dream Theater и исполнили части песни.
Позже Dream Theater отделились от Gigantour и продолжили свою серию концертов. В частности был отыгран концерт в Радио-сити-мьюзик-холле в Нью-Йорке, на котором группа исполняла половину песен с оркестром. Концерт издан как концертный альбом под названием «Score» на CD и DVD 29 августа 2006 года через Rhino Records.

### 2007
На сайте Майка Портного размещено объявление, что 26 января 2007 года группа окончила запись нового альбома под названием «Systematic Chaos». Группа начала запись 1 сентября 2006 года со звуковым инженером Полом Нортфилдом. 8 февраля Dream Theater анонсировала подписание контракта с Roadrunner Records. Через шесть дней после этого альбом был полностью сведён. Альбом вышел в свет 6 июня 2007 года. Часть тиража альбома была укомплектована DVD-диском, содержащем весь альбом «Systematic Chaos» в многоканальном формате 5.1, а также полуторачасовой документальный фильм «Chaos In Progress: The Making of Systematic Chaos», повествующем о записи альбома.
Новый диск «Dream Theater» получил, в целом, положительные отзывы. В коммерческом отношении альбом также оказался успешным. Впервые творение группы попало в топ-25 Великобритании и Австралии. В США альбом также хорошо раскупался и в итоге достиг лучшего результата в Billboard 200 с момента первого попадания группы в престижный чарт(19-е место). Всего «Systematic Chaos» попал в топ-20 в восьми странах.
Тур группы «Chaos in Motion» начался в Италии. Также Dream Theater сыграли на концерте Gods of Metal 3 июня 2007 года. Также группа выступила на фестивале Fields of Rock в Нидерландах 17 июня 2007 года и Hellfest Summer Open Air с такими группами как Megadeth, Korn, Mastodon и Slayer.
30 сентября 2008 года вышел DVD «Chaos In Motion 2007-2008», представляющий собой видеообзор прошедшего мирового турне группы. Впервые со времён «5 Years in a LIVEtime», этот DVD не является записью одного концерта, а состоит из разных концертных выступлений Dream Theater в различных точках мира и дополнен видеоклипами группы и различным закулисным материалом.

### 2009
После большого и долгого мирового турне в поддержку альбома «Systematic Chaos» участники группы снова собрались в студии, чтобы записать их следующий альбом, который называется «Black Clouds & Silver Linings». Выход альбома состоялся 23 июня на «Roadrunner Records». Несмотря на споры критиков и поклонников группы о достоинствах нового альбома, пластинка группы впервые попала в топ-10 Billboard 200, достигнув 6-й строчки. Кроме стандартной версии на CD, альбом также вышел на виниле и на трехдисковом специальном издании, куда вошли, помимо самого альбома, инструментальные варианты песен и CD с шестью кавер-версиями композиций разных групп. Названия этих песен постепенно были обнародованы начиная с 19 мая: по одной композиции каждую неделю. Каждая из песен при этом выкладывалась на сайте Roadrunner Records. В марте-апреле 2009 года был записан видеоклип на первый сингл — «A Rite of Passage». В апреле в радиооборот были запущены две песни — «A Rite of Passage» и «A Nightmare to Remember». 10 июня 2009 года в рамках мирового турне в поддержку нового альбома группа дала концерт в Московском концертном зале Лужники, впервые за свою историю.

### 2010
8 сентября 2010 года Майк Портной заявил через свои страницы на Твиттере и Фейсбуке об уходе из группы.

После 25 лет работы я решил покинуть Dream Theater, группу, которую я основал, которой руководил, и которую по-настоящему любил на протяжении четверти века.
Для многих это станет настоящим шоком, а некоторые, скорее всего, меня не поймут, но, пожалуйста, поверьте, что это не спонтанное решение… оно назревало уже год.
Мне жаль разочаровывать фэнов Dream Theater по всему миру… Я изо всех сил старался спасти ситуацию и найти из неё выход… Я честно хотел всего лишь перерыва (а не раскола), но человека нельзя насильно сделать счастливым, счастье идет изнутри.
— Майк Портной
Остальные участники ответили на это, что они не собираются распускать группу и будут искать замену. Уход Портного был подтверждён в официальном пресс-релизе.
В конце 2010 года появилась информация о том, что Портной попытался вновь вернуться в коллектив. Музыкант написал об этом в форуме на собственном официальном сайте. По словам ударника, такой шаг показался ему вполне логичным, поскольку Dream Theater «до сих пор не делали официальных заявлений и не выступали с новым ударником». Однако группа отказалась воссоединяться с бывшим участником. Как сообщает музыкант, остальные члены Dream Theater даже не озвучили свою точку зрения — с Портным общался их юрист. «Так что мои поклонники могут прекратить спрашивать меня о том, когда я вернусь в группу. Я попробовал, но выяснилось, что дверь за мной захлопнулась» — написал Портной, на своем сайте.

### 2011
В январе 2011 года группа официально вошла в студию, чтобы начать работу над своим первым альбомом без участия одного из её основателей — Майка Портного..
29 апреля после серии прослушиваний музыканты объявили имя нового барабанщика: им стал 48-летний Майк Манджини, обладатель трех титулов World’s Fastest Drummer, ранее сотрудничавший с Annihilator, Extreme, сольной группой Джеймса Лабри и Стивом Ваем. Новый альбом получил название A Dramatic Turn Of Events. 29 июня группа представила публике одну из песен с нового альбома: On The Backs Of Angels. Песня была выложена в интернет доступной для свободного прослушивания. Эта же песня попала в число претендентов на премию «Грэмми» на 54-й номинации Grammy Awards в категории Best Hard Rock/Metal Performance.

### 2012 — Настоящее время
В начале лета 2013 года стало известно, что Dream Theater выпустят новый одноимённый альбом 24 сентября. Этот альбом станет первым в дискографии группы, в создании которого примет участие новый барабанщик Майк Манджини, поскольку к работе над прошлым альбомом A Dramatic Turn Of Events он присоединился уже на финальной стадии. Новый альбом был записан в Нью-Йорке, в Cove City Sound Studios.
6 января 2014 года Джон Петруччи сообщил, что Dream Theater уже «сажают семена для своего тринадцатого альбома». Далее он прокомментировал: «есть некоторые идеи песен и разные мелочи, ничего официального».
Группа направилась в студию в феврале 2015 года, чтобы записать свой тринадцатый альбом, который в итоге был выпущен 29 января 2016 года на лейбле Roadrunner Records. Альбом назывался The Astonishing и представлял собой большую концептуальную работу на 2-х дисках, повествующую нам о мрачном будущем, в котором общество лишено настоящей музыки, и о конфликте между группой мятежников и злой империей. 3 декабря 2015 года и 22 января 2016 года были выпущены два сингла «The Gift of Music» и «Moment of Betrayal» соответственно. В течение 2016 года Dream Theater находились в туре под названием The Astonishing Live в поддержку нового альбома. Группа играла альбом в полном объёме, с антрактом между двумя актами, исполняя песни из предыдущих альбомов лишь в конце тура. Выступления сопровождались визуальным представлением сюжета альбома на фоновых экранах.
В 2017 году Dream Theater отправились в тур под названием Images, Words & Beyond, приуроченный к 25-летию альбома Images and Words.
В мае 2017 года фронтмен Джеймс Лабри заявил, что Dream Theater планирует выпустить свой четырнадцатый студийный альбом в 2018 году. В ноябре 2017 года Джон Петруччи сказал, что новый альбом не будет выпущен до 2019 года, а Лабри на своей странице Facebook добавил, что группа планирует отдых в 2018 году, а затем войти в студию для сочинения и записи следующего альбома. Клавишник группы Джордан Рудесс в интервью The Metal Voice сообщил: «мы были в турне почти два года и теперь собираемся взять перерыв и отправиться в студию, чтобы заняться новым альбомом, где-то в районе мая, посмотрим, как получится».
11 декабря 2017 музыканты объявили, что подписали долгосрочный контракт с компанией Sony Music и новый альбом выйдет уже на её прогрессивном лейбле InsideOut Music. Процесс записи четырнадцатого альбома начался 11 июня 2018 года и закончился 10 июля 2018 года. В альбом вошли произведения, написанные коллективно, и тексты песен Петруччи, Лабри, Маянга и, впервые, Манджини. В ожидании альбома группа запустила «охоту за сокровищами» в форме игры в альтернативной реальности, где участники искали различные подсказки в Интернете. Игра в конечном итоге вела к сайту, раскрывающему название альбома, Distance over Time. На сайте также была представлена обложка для альбома, запланированный релиз в феврале 2019 года, а также даты тура по Северной Америке, где также отмечается 20-я годовщина пятого альбома группы Metropolis Pt. 2: Scenes from a Memory. 6 ноября 2018 года в пресс-релизе Inside Out официально был объявлен альбом с датой выхода 22 февраля 2019 года. После выпуска альбом получил всеобщее признание критиков.
В марте 2021 года Майк Манджини сообщил, что группа находится в процессе создания пятнадцатого студийного альбома, выход которого ожидался в сентябре того же года. В июле 2021 года группа официально анонсировала пятнадцатый студийный альбом A View from the Top of the World, который вышел 22 октября.
3 апреля 2022 года сингл с нового альбома «The Alien» получил премию Грэмми в номинации «Лучшее метал-исполнение», о чём было сообщено в Twitter-аккаунте группы. Это первая победа для группы на Грэмми после номинаций для песен «On The Backs Of Angels» (2012) и «The Enemy Inside» (2014).
25 октября 2023 года на официальном сайте группы появилось сообщение о возвращении Майка Портного в коллектив спустя 13 лет. Эту же информацию опубликовали участники группы в соцсетях, включая Майка Манджини.

## Характерные черты в написании песен
Dream Theater используют большое количество уникальных приёмов в процессе написания песен. Это в значительной степени проявилось тогда, когда лейбл дал группе большую свободу в своём творчестве.
Начиная с Train of Thought группа вставляет небольшие скрытые элементы в свою музыку как пищу для размышлений для наиболее преданных своих фанатов. Наиболее известный скрытый элемент, который также называется «nugget», находится в песне «In the Name of God». В этой песне (а именно, с 5:50 по 6:07) скрыта знаменитая фраза Майка Портного «Eat my ass and balls», выполненная в коде Морзе. С тех пор фанаты Dream Theater упорно ищут эти маленькие особенности, которые обычно не пользуются особым интересом у людей, не очень сильно интересующихся творчеством группы.

## Бутлеги
Со времён самых первых выступлений группы под именем Majesty, фанаты записали почти каждое выступление, которые давали Dream Theater (иногда было три или четыре версии одного концерта), и наиболее продуманные и профессиональные записи были изданы.
Однако, не все участники Dream Theater приветствуют выпуск бутлегов группы. Портной больше всех склонен к ним с тех пор, как он был коллекционером бутлегов много лет назад. Кроме того, он содержит персональный архив материалов Dream Theater. Петруччи и Лабри выразили своё несогласие с теми, кто записывает их концерты. Петруччи по этому поводу сказал, что он предпочитает, когда зрители концентрируются на музыкантах на сцене, а не на своих камерах. Лабри же сказал, что из-за записи бутлегов группа теряет контроль над своими выступлениями. Маянг выразил лёгкое несогласие, но в некоторых интервью говорил, что он не очень этому сопротивлялся.
Dream Theater выпустили серии официальных бутлегов, демо и других ценных материалов через YtseJam Records, возглавляемого Портным. Эти материалы включают как демо, выпускаемые командой перед официальными альбомами, так и живые выступления, включая те, где группа делала кавер какого-то альбома. Такими альбомами являются The Dark Side of the Moon (1973, Pink Floyd, один из величайших альбомов рок-истории), Made in Japan (1972, сборник японских концертов Deep Purple, один из лучших в мире концертных альбомов), Master of Puppets (1986, последний альбом Metallica с их легендарным басистом Клиффом Бёртоном) и The Number of the Beast (1982, один из лучших альбомов Iron Maiden и металла в целом).

## Каверы
Dream Theater известна своими каверами на произведения других исполнителей на протяжении всего периода существования группы. Они возвели эту практику на новый уровень в течение тура в поддержку альбома Six Degrees of Inner Turbulence. На трёх специальных выступлениях в Барселоне, Чикаго и Нью-Йорке они сыграли весь альбом Master of Puppets группы Metallica после того, как они завершали играть свой собственный материал. Это было сюрпризом для фанатов, потому что не было никаких знаков, что это произойдёт. Возможно, это относится к одной из любимых групп Портного Phish, которая каждый Хеллоуин делала подобные выступления начиная с 1994 года. Портной назвал этот кавер альбома первым из серий выступлений в честь групп, которые оказали влияние на становление и развитие Dream Theater. Такие выступления разделили фанатов на тех, кому пришёлся по душе кавер альбома и тех, кто пришёл на концерт, чтобы послушать композиции Dream Theater, а не произведения других групп. Однако другие говорили, что кавер — это дополнение к обычному концерту группы, а не его замена. К тому же, обычные выступления Dream Theater проводились за день до этих «особенных» выступлений.
В течение следующего тура группа сыграла кавер альбома The Number of the Beast группы Iron Maiden и получила ту же реакцию, что и на кавер Master of Puppets, хотя в этот раз было известно заранее, что группа будет исполнять кавер, потому что маршрут включал два выступления в одном городе. 11 октября 2005 года Dream Theater сыграли кавер альбома The Dark Side of the Moon группы Pink Floyd. На официальном веб-сайте Dream Theater была размещена информация о том, что вторая часть второго дня выступления группы в таких городах, как Амстердам, Лондон, Буэнос-Айрес, Сан-Паулу и Токио (11 октября, 25 октября, 4 декабря, 11 декабря и 13 января соответственно) и вторая часть выступления в городе Осака 15 января будут являться полными каверами классических альбомов. 25 октября группа сыграла кавер The Dark Side of the Moon в Лондоне. Однако в Буэнос-Айресе и Сан-Паоло Dream Theater сыграла свой альбом Metropolis Pt. 2: Scenes from a Memory, так как группа не посетила эти города в течение тура Metropolis 2000. В Токио и Осаке Dream Theater сыграли кавер на концертный альбом Made in Japan группы Deep Purple.

## Дискография
Студийные альбомы
- When Dream and Day Unite (1989)
- Images and Words (1992)
- Awake (1994)
- A Change of Seasons (1995)
- Falling into Infinity (1997)
- Metropolis Pt. 2: Scenes from a Memory (1999)
- Six Degrees of Inner Turbulence (2002)
- Train of Thought (2003)
- Octavarium (2005)
- Systematic Chaos (2007)
- Black Clouds & Silver Linings (2009)
- A Dramatic Turn of Events (2011)
- Dream Theater (2013)
- The Astonishing (2016)
- Distance over Time (2019)
- A View from the Top of the World (2021)
- Parasomnia (2025)

## Состав

### Текущий состав
- Джон Петруччи — гитара, бэк-вокал (1985—наши дни)
- Джон Маянг — бас-гитара, стик (1985—наши дни)
- Майк Портной — ударные, бэк-вокал (1985—2010, 2023—наши дни)
- Джеймс Лабри — вокал, перкуссия (1991—наши дни)
- Джордан Рудесс — клавишные, синтезатор, континуум, стил-гитара, iPad и iPhone с музыкальным ПО (1999—наши дни)

### Бывшие участники
- Крис Коллинз[англ.] — вокал (1986)
- Кевин Мур — клавишные (1986—1994)
- Чарли Доминичи[англ.] — вокал (1987—1989; умер в 2023 [18])
- Дерек Шеринян — клавишные (1994—1999)
- Майк Манджини — ударные (2010—2023)